# Vila Chã da Beira
Vila Chã da Beira é uma povoação portuguesa do Município de Tarouca que foi sede da extinta Freguesia de Vila Chã da Beira, freguesia que tinha 6,19 km² de área e 170 habitantes (2011), e, por isso, uma densidade populacional de 27,5 hab/km².
Em 2013, no âmbito da reforma administrativa, a Freguesia de Vila Chã da Beira foi agregada à Freguesia de Granja Nova, criando-se a União de Freguesias de Granja Nova e Vila Chã da Beira.

## População
| População da freguesia de Vila Chã da Beira | População da freguesia de Vila Chã da Beira | População da freguesia de Vila Chã da Beira | População da freguesia de Vila Chã da Beira | População da freguesia de Vila Chã da Beira | População da freguesia de Vila Chã da Beira | População da freguesia de Vila Chã da Beira | População da freguesia de Vila Chã da Beira | População da freguesia de Vila Chã da Beira | População da freguesia de Vila Chã da Beira | População da freguesia de Vila Chã da Beira | População da freguesia de Vila Chã da Beira | População da freguesia de Vila Chã da Beira | População da freguesia de Vila Chã da Beira | População da freguesia de Vila Chã da Beira |
| ------------------------------------------- | ------------------------------------------- | ------------------------------------------- | ------------------------------------------- | ------------------------------------------- | ------------------------------------------- | ------------------------------------------- | ------------------------------------------- | ------------------------------------------- | ------------------------------------------- | ------------------------------------------- | ------------------------------------------- | ------------------------------------------- | ------------------------------------------- | ------------------------------------------- |
| 1864                                        | 1878                                        | 1890                                        | 1900                                        | 1911                                        | 1920                                        | 1930                                        | 1940                                        | 1950                                        | 1960                                        | 1970                                        | 1981                                        | 1991                                        | 2001                                        | 2011                                        |
| 349                                         | 378                                         | 395                                         | 418                                         | 394                                         | 426                                         | 430                                         | 497                                         | 528                                         | 474                                         | 436                                         | 307                                         | 405                                         | 234                                         | 170                                         |

Pelo decreto nº 43.703, de 20/05/191, a freguesia de Vila Chã de Cangueiros passou a ter a actual denominação. Nos anos de 1864 a 1890 pertencia ao concelho de Mondim da Beira, extinto por decreto de 26 de junho de 1986
| Distribuição da População por Grupos Etários | Distribuição da População por Grupos Etários | Distribuição da População por Grupos Etários | Distribuição da População por Grupos Etários | Distribuição da População por Grupos Etários | Distribuição da População por Grupos Etários | Distribuição da População por Grupos Etários | Distribuição da População por Grupos Etários | Distribuição da População por Grupos Etários | Distribuição da População por Grupos Etários |
| -------------------------------------------- | -------------------------------------------- | -------------------------------------------- | -------------------------------------------- | -------------------------------------------- | -------------------------------------------- | -------------------------------------------- | -------------------------------------------- | -------------------------------------------- | -------------------------------------------- |
| Ano                                          | 0-14 Anos                                    | 15-24 Anos                                   | 25-64 Anos                                   | > 65 Anos                                    |                                              | 0-14 Anos                                    | 15-24 Anos                                   | 25-64 Anos                                   | > 65 Anos                                    |
| 2001                                         | 42                                           | 36                                           | 107                                          | 49                                           |                                              | 17,9%                                        | 15,4%                                        | 45,7%                                        | 20,9%                                        |
| 2011                                         | 21                                           | 18                                           | 86                                           | 45                                           |                                              | 12,4%                                        | 10,6%                                        | 50,6%                                        | 26,5%                                        |

Média do País no censo de 2001:  0/14 Anos-16,0%; 15/24 Anos-14,3%; 25/64 Anos-53,4%; 65 e mais Anos-16,4%
Média do País no censo de 2011:   0/14 Anos-14,9%; 15/24 Anos-10,9%; 25/64 Anos-55,2%; 65 e mais Anos-19,0%